# Ailinel
Ailinel je izmišljen lik iz Tolkienove mitologije, serije knjig o Srednjem svetu britanskega pisatelja J. R. R. Tolkiena.
Omenjena je kot potomka človeškega rodu, ena od (dveh) sester šestega númenorskega kralja Aldariona (Tar-Aldarion). Rodila se je očetu Írimonu (Tar-Meneldur), petemu númenorskemu vladarju, in materi, númenorski kraljici, Almarian; Ailinelina mlajša sestra se je imenovala Almiel.
Ailinel se je poročila s plemenitim potomcem Hadorove hiše Orchaldorjem. Imela sta sina Soronta, ki bi moral postati sedmi númenorski kralj, saj je imel Ailinelin brat Tar-Aldarion le enega otroka - deklico Ancalimë. Vendar je spremenil zakon in tako je Ancalimë postala prva vladajoča númenorska kraljica, s tem pa prikrajšala Soronta za prestol. 